# Prosheliomyia sibuyana
Prosheliomyia sibuyana là một loài ruồi trong họ Tachinidae.